# NGC 7265
NGC 7265 (również PGC 68668 lub UGC 12004) – galaktyka eliptyczna (E-S0), znajdująca się w gwiazdozbiorze Jaszczurki. Odkrył ją Édouard Jean-Marie Stephan 20 września 1876 roku.